# Silvius olsufjevi
Silvius olsufjevi är en tvåvingeart som beskrevs av Burger 1989. Silvius olsufjevi ingår i släktet Silvius och familjen bromsar. Inga underarter finns listade i Catalogue of Life.